# Axel Tuanzebe
Axel Tuanzebe, född 14 november 1997 i Bunia i Kongo-Kinshasa, är en engelsk-kongolesisk fotbollsspelare (försvarare) som spelar för Ipswich Town.

## Klubbkarriär
Axel Tuanzebe anslöt till Manchester Uniteds akademi som åttaåring. Efter att ha tagit sig upp via klubbens ungdomslag fick han 17 år gammal första gången plats i en Premier League-trupp, då han förblev på bänken mot Crystal Palace den 31 oktober 2015.  Seniordebuten i klubben kom istället att dröja till den 29 januari 2017, då han byttes in i den 68:e matchminuten i FA-cupmatchen mot Wigan Athletic. Kort därefter skrev han även på ett nytt kontrakt, fram till och med juni 2020. Senare samma säsong fick Tuanzebe även göra sin debut i Premier League. I 0-2-förlusten mot Arsenal den 7 maj fick han nämligen chansen från start. Efter Premier League-debuten fick Axel Tuanzebe spela i samtliga resterande ligamatcher under säsongen 2016/2017, och landade därmed på fyra ligaframträdanden under sin debutsäsong.
I januari 2018 lånades Tuanzebe ut till Aston Villa över resten av säsongen 2017/2018. Den 6 augusti 2018 lånades han återigen ut till Aston Villa, denna gång på ett låneavtal över säsongen 2018/2019. Den 8 augusti 2021 förlängde Tuanzebe sitt kontrakt i Manchester United med två år och blev samtidigt utlånad till Aston Villa för tredje gången.
Den 7 januari 2022 lånades Tuanzebe ut till italienska Napoli på ett låneavtal över resten av säsongen 2021/2022. Den 31 januari 2023 lånades han ut till Stoke City på ett korttidskontrakt.

## Landslagskarriär
Tuanzebe är född i Kongo-Kinshasa men uppvuxen i Rochdale, Storbritannien, och på ungdomsnivå valt att representera England. Han gjorde sitt första framträdande i den engelska landslagsdressen på U19-landslagsnivå, då han fick speltid i två landskamper mot Mexiko i juni 2016.